# Тувалкаин
Тувалкаин, Тубал-Каин (др.-евр. תּוּבַל קַיִן‬ Ту́валкаин — «тот, кто усовершенствовал ремесло Каина»; в Септуагинте только др.-греч. θοβέλ; в Вульгате лат. Tubalcain) — упомянутый в Библии (Книга Берешит / Бытие, глава 4) первый мастер, сын Ламеха и Циллы. 
Он согласно библейскому сказанию был кузнецом всех орудий из меди и железа.

## Происхождение имени
На иврите его имя пишется как תובל קין. В Библии короля Иакова оно отображается как Tubalcain, в Новой международной версии и в Английской Стандартной версии — Tubal-cain. Средневековый еврейский комментатор Писания  Раши интерпретирует имя как: «тот, кто усовершенствовал ремесло Каина».
Не ясно, почему у него двойное имя. Гордон Уэнхем предполагает, что имя «Каин» означает «кузнец» (что говорит о его навыке в металлообработке), или что он называется «Тубал Каином», чтобы отличить его от Тубала — сына Иафета.

## Значение профессии в происхождении имени
Книга Бытия говорит, что Тубал-Каин был «кузнецом всех орудий из меди и железа», или «искусным изобретателем орудий из меди и железа». Хотя это может означать, что он был кузнецом по металлу, но при сравнении стихов 20 (Быт. 4:20) и 21 можно предположить, что он, возможно, был и первым ремесленником по меди и железу. T. C. Митчелл предполагает, что он «открыл возможности холодной ковки самородной меди и метеоритного железа». Тубал-Каина можно даже назвать первым химиком.
В другой связи можно сказать, что Тубал-Каин работал над изготовлением оружия. Раши отмечает, что он был «искусным и изощрённым в ремесле Каина, чтобы изготавливать оружие для убийц». 
В Иудейских древностях Иосиф Флавий говорит, что: 
«Тубал превзошёл всех мужчин в силе и был очень искусным и известным в боевых действиях…и в первую очередь изобрёл искусство обработки латуни». Уолтер Элвелл предполагает, что его изобретение превосходного оружия, возможно, было мотивацией для осуществления кровной мести за Ламеха.
Кроме того, Е. Е. Келлетт предполагает, что Тубал-Каин, возможно, был шахтёром.

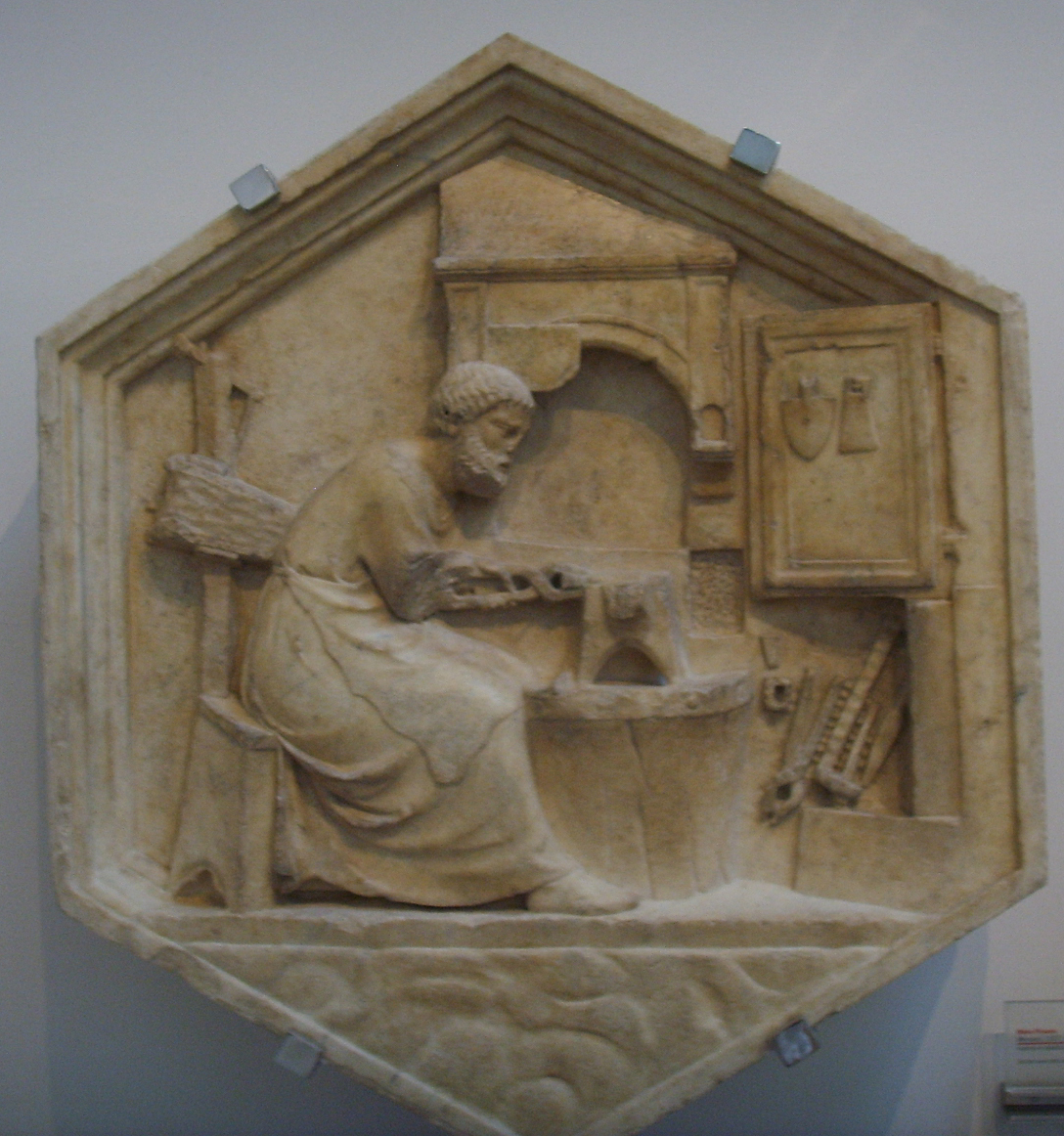
Тувалкаин в мастерской
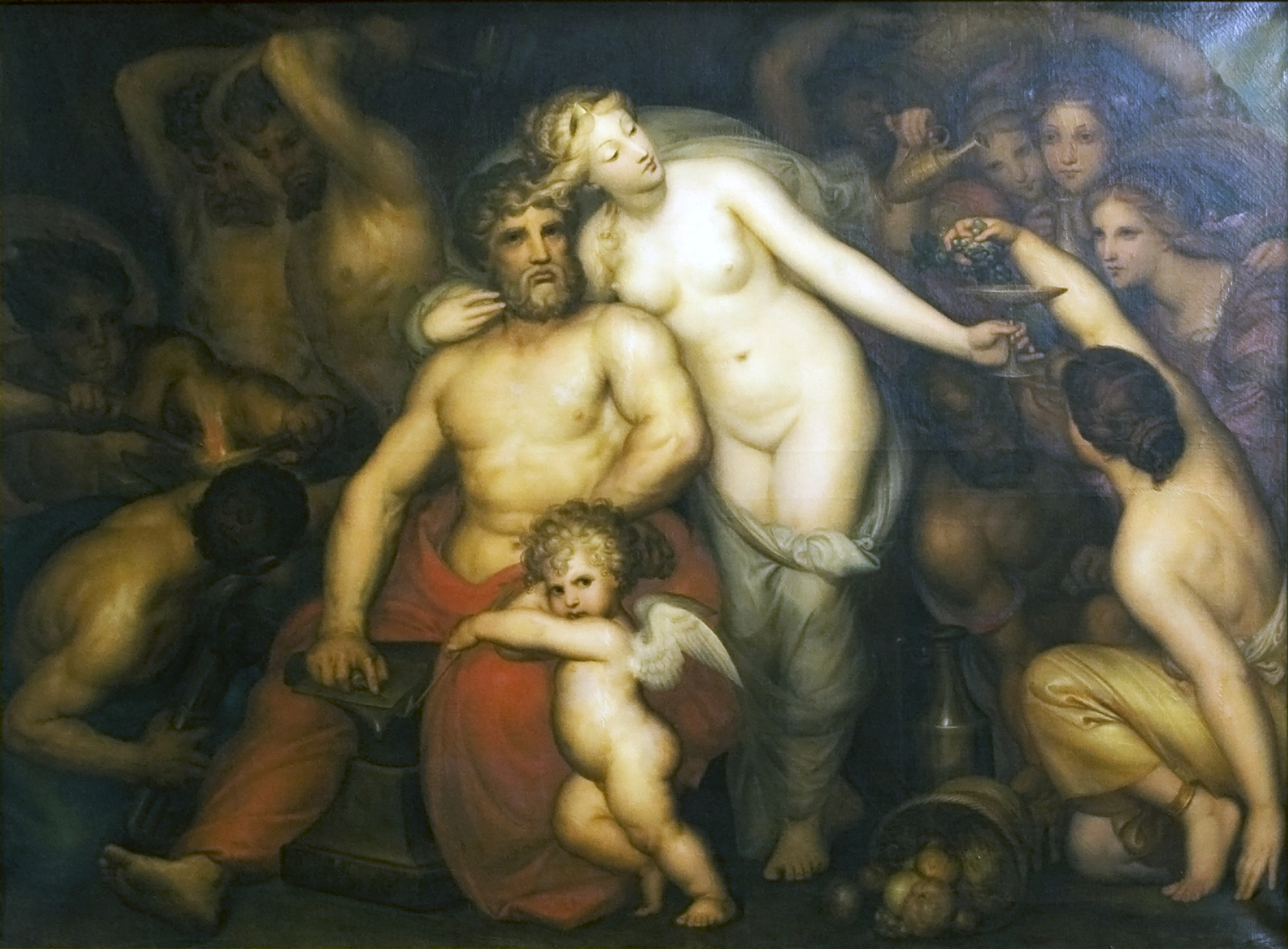
Вулкан
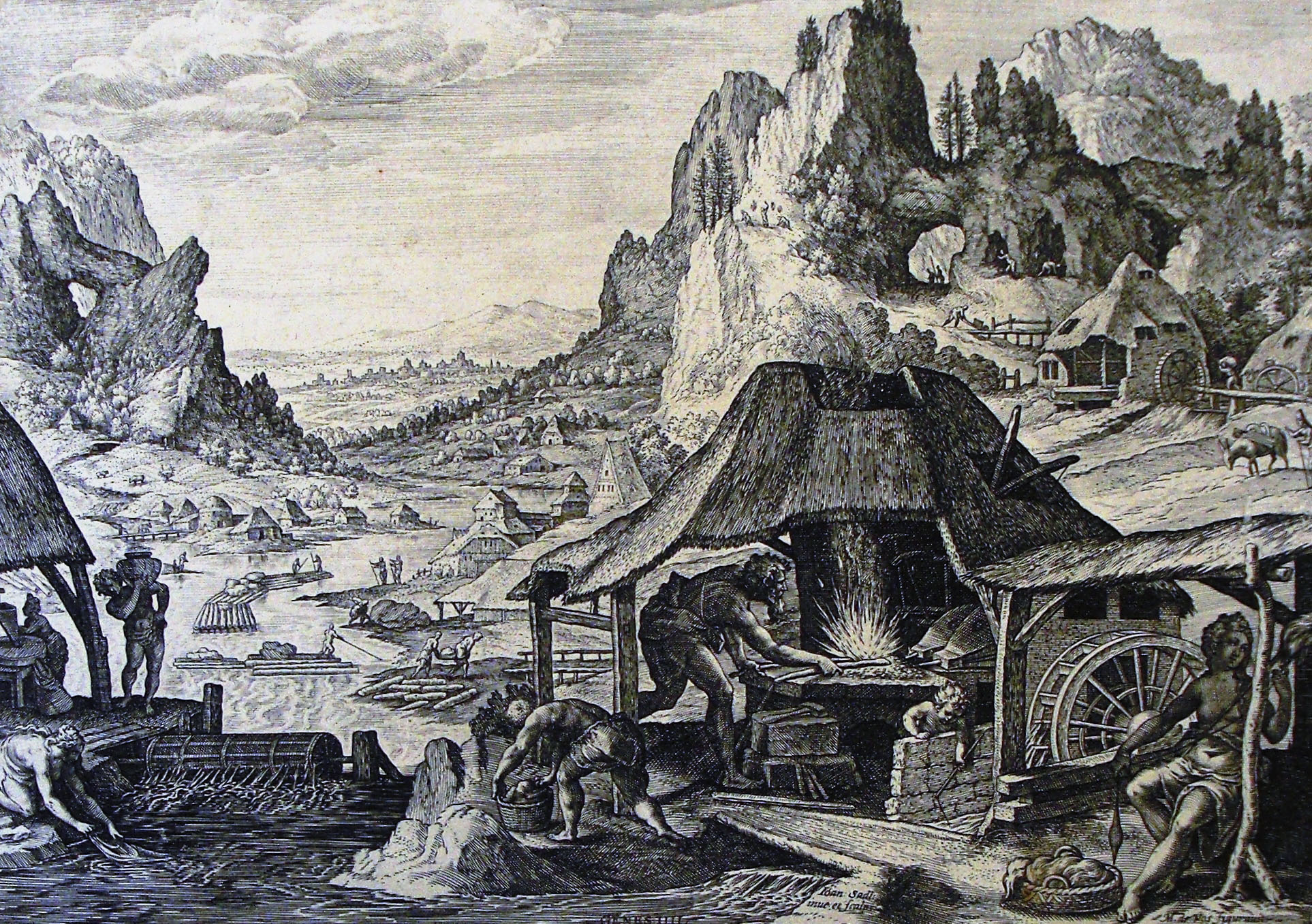
Тувалкаин — мастер по бронзе и железу.
Тувалкаин